# وميض هيليوم

انصهار الهيليوم في قلب النجوم ذات الكتلة المنخفضة.

وميض الهيليوم عبارة عن اندماج نووي حراري وجيز للغاية وقصير الكميات من الهيليوم في الكربون، من خلال عملية ألفا الثلاثية في نوى النجوم ذات الكتل المنخفضة (بين 0.8 كتلة شمسية (M☉) و2.0 M☉)) خلال مرحلة العملاق الأحمر الخاصة بهم (من المتوقع أن تشهد الشمس ومضة خلال 1.2 مليار سنة بعد أن تترك تسلسلها الرئيسي). يمكن أيضاً أن تحدث عملية اندماج هيليوم–بشكل نادر على سطح النجوم القزمة البيضاء.
لا تنتج النجوم ذات الكتلة المنخفضة ما يكفي من ضغط الجاذبية لبدء اندماج الهيليوم الطبيعي. نظراً إلى استنفاذ الهيدروجين الموجود في نوى النجوم، يتم بدلاً من ذلك ضغط جزء من الهيليوم المتخلف في المواد المتحللة، مدعوماً ضد الانهيار الثقالي عن طريق الضغط الميكانيكي الكمومي بدلاً من الضغط الحراري. هذا يزيد من كثافة ودرجة حرارة النواة حتى تصل إلى 100 مليون كالفن، وهي درجة حرارة عالية بما فيه الكفاية للتسبب بانصهار الهيليوم أو «حرق الهيليوم» في النواة.
وعلى الرغم من كل ما سبق، فإن الجودة الأساسية للمادة المتدهورة هي أن التغيرات في درجة الحرارة لا تؤدي إلى تغيير في حجم المادة حتى يصبح الضغط الحراري مرتفعاً للغاية بحيث يتجاوز ضغط التنكس. في النجوم التسلسلية الرئيسية، ينظم التمدد الحراري درجة الحرارة الأساسية، لكن هذا لا يحدث في النوى المتدهورة. يزيد انصهار الهيليوم درجة الحرارة مما يزيد معدل الانصهار وبالتالي ستزداد درجة الحرارة كرد فعل. ينتج عن هذا كله وميضاً نتيجة انصهار الهيليوم المكثف جداً والذي يدوم لبضع دقائق فقط، ولكنه يبعث الطاقة لفترة وجيزة بمعدل يساوي مجرد درب التبانة بأكملها.
في حالة النجوم ذات الكتل المنخفضة الطبيعية، يتسبب الإطلاق الهائل للطاقة في خروج جزء كبير من النواة عن التدهور مما يسمح لها بالتمدد حرارياً؛ ومع ذلك، تستهلك قدراً كبيراً من الطاقة المستهلكة من إجمالي الطاقة المنبعثة من وميض الهيليوم. يتم امتصاص الطاقة الزائدة في الطبقات العلوية للنجم. بالتالي، فإن وميض الهيليوم غير قابل للكشف بشكل عام ويتم توصيفه فقط من خلال النماذج الفلكية الفيزيائية. بعد توسع النواة وتبريدها، يبرد سطح النجم ويتقلص بسرعة في أقل من 10.000 عام حتّى يصبح 2% تقريباً من نصف قطره ووميضه السابقين. تشير التقديرات إلى أن نواة الهيليوم الالكترونية المتحللة تزن نحو 40% من الكتلة النجمية وأن 6% من النواة تتحول إلى كربون.

## اشتعال انفجاري للهيليوم
يحدث وميض الهيليوم كنتيجة انحلال المادة في غلاف نجم أو في قلب نجم يكون غنيا بالهيليوم. تلك هي أحد المراحل الأخيرة في عمر نجم متوسط الكتلة مثل الشمس . يوصف انحلال المادة في تلك المرحلة بأنها حالة كمومية لا تعتمد على درجة الحرارة أو الضغط في البلازما . يحدث خلالها تمدد حراري للنجم بسبب ارتفاع في درجة الحرارة . ونظرا لأن التفاعل النووي في تفاعل ألفا الثلاثي حساس بالنسبة لدرجة الحرارة فيرتفع معدل التفاعل وتزداد الطاقة الناتجة منه . وعندما ترتفع درجة الحرارة إلى درجة يختفي فيها الانحلال يمكن للتمدد الحراري أن يضبط اشتعال تفاعل ألفا الثلاثي .

## وميض هيليوم في قلب النجم
بالنسبة إلى نجوم ذات كتلة أقل من 2و2 كتلة شمسية يبدأ وميض الهيليوم عندما يستهلك كل الهيدروجين في قلب النجم، وينتهي بالتالي اندماج الهيدروجين بواسطة سلسلة تفاعل بروتون-بروتون . فتنخفض درجة الحرارة ويبدأ النجم في التقلص والانكماش تحت تأثير قوى الجاذبية، وهذا يؤدي إلى ارتفاع في درجة حرارة قلب النجم . وبينما تتقلص قلب النجم تبدأ حالة الانحلال في المادة . وهذا يعني أن الكثافة والضغط يصبحان لا يعتمدان على درجة الحرارة. في تلك الحالة تكون طاقة فيرمي للإلكترونات (المنحلة) أعلى من طاقتها الحرارية .
وإذا كانت كتلة النجم كبيرة بحيث تصل درجة حرارة قلب النجم 100 مليون كلفن يبدأ اشتعال اندماج الهيليوم فجأة . وترتفع درجة الحرارة شديدا، وعلى الرغم من ذلك تبقى الكثافة والضغط ثابتتان تقريبا حيث أنهما في حالة الانحلال لا يعتمدان عل درجة الحرارة . فيزداد إنتاج لطاقة وترتفع بالتالي درجة الحرارة . حتى يصبح إنتاج الطاقة معادلا لنحو 100 مليار شمس لمدة ثوان قليلة . ولكن تلك الطاقة تمتص في غلاف النجم التي تحيط بالقلب . لذلك فلا نرى أشعة كهرومغناطيسية مصاحبة لتلك العملية .
وينتهي وميض الهيليوم عندما تصبح درجة الحرارة عالية بحيث تزيل انحلال الإلكترونات، فيتمدد قلب النجم ويبرد شيئا ما . ويسير فيه الآن اندماج الهيليوم بانتظام . ولكي نثبت ذلك فتوجد وسيلة واحدة لإثباتها، عن طريق النيوترينوات التي تنتج من التفاعلات في النجم والتي تتميز بأنها ضعيفة التآثر مع المادة، فهي تستطيع مغادرة النجم إلى الخارج .
ولا تمتص النيوترينوات في غلاف النجم مثلما تمتص الأشعة الكهرومغناطيسية، وتأتينا النيوترينوات .
إذا كانت كتلة النجم أكبر من 2و2 كتلة شمسية يشتعل اندماج الهيليوم قبل حدوث حالة الانحلال في قلب النجم . ولذلك فلا يحدث في قلب تلك النجوم وميض الهيليوم . وفي حالة نجم ذو كتلة أقل من 5و0 من كتلة الشمس فلا يحدث فيه اشتعال لاندماج الهيليوم، ويبرد ويتقلص حتى يصبح قزما أبيضا من الهيليوم .

## وميض هيليوم على أسطح الأقزام البيضاء
نشاهد أحيانا مصادرا في الكون تصدر اشعة إكس ، وهذه تحدث مثلا عندما يجذب قزم أبيض مادة من نجم تابع قريب . فيحدث اندماج نووي للهيدروجين مستمر على سطح القزم الأبيض يتحول خلاله الهيدروجين إلى هيليوم . ويسقط الهليوم على سطح القزم الأبيض تحت تأثير الجاذبية ويحدث انفصالا للمواد الثقيل أسفل والخفيف أعلى . كما من الممكن أن يكتسب القزم الأبيض هيليوم من تابع له غني بالهيليوم . فعندما يشتعل اندماج الهيليوم على سطح القزم الأبيض يحدث انفجار مستعر Nova ، كما يحدث اشتعال أيضا لاندماج الهيدروجين عليه. وفي الواقع أن امكانية حدوث وميض هيليوم على سطح قزم أبيض لا تزال محط مناقشات في الفيزياء النظرية ولكنها لم تشاهد بعد .

## العمالقة الحمراء
أثناء مرحلة العملاق الأحمر للتطور النجمي عند النجوم التي تقل مساحتها عن (M☉ 2.0 ) يتوقف الانصهار النووي للهيدروجين في النواة أثناء نضوبه، تاركاً النواة غنية بالهيليوم. بينما يستمر اندماج الهيدروجين في قشرة النجم مما يتسبب في تراكم رماد الهيليوم في النواة مما يمنع ارتفاع درجة حرارة السماكة الرئيسية إلى الحد اللازم لانصهار الهيليوم بشكل مشابه لما يحدث عند النجوم الأكثر كثافة. وبالتالي، لم يعد الضغط الحراري الناتج عن الانصهار كافياً لمواجهة الانهيار بالجاذبية وخلق توازن هيدروستاتيكي موجود في معظم النجوم. يؤدي هذا إلى بدء النجم بالانكماش وزيادة في درجة حرارته حتّى يصبح مضغوطاً في نهاية المطاف بدرجة كافية لتصبح نواة الهيليوم مادة متدهورة. إن ضغط التنكس هذا يكفي أخيراً لإيقاف الانهيار الإضافي لمعظم المواد المركزية، لكن بقية النواة تستمر بالانكماش وتستمر درجة الحرارة بالارتفاع حتى تصل إلى نقطة (≈1×108 K) التي يمكن أن يشتعل بها الهيليوم ويبدأ الاندماج.
تنشأ الطبيعة المتفجرة لوميض الهيليوم من حدوثه في المواد المتحللة. بمجرد أن تصل درجة الحرارة إلى 100-200 مليون كالفن يبدأ انصهار الهيليوم باستعمال عملية ألفا الثلاثية، تزداد درجة الحرارة بسرعة مما يزيد من معدل انصهار الهيليوم، وتبدأ منطقة التفاعل بالتوسع نظراً إلى أن المادة المتحللة ناقلة جيدة للحرارة.
نظراً إلى أن الضغط التنكسي (والذي يعبر بدالة كثافة بحتة) يهيمن على الضغط الحراري (يتناسب مع ناتج الكثافة ودرجة الحرارة)، فإن الضغط الكلي يعتمد فقط على درجة الحرارة بشكل ضعيف. وبالتالي، فإن الزيادة الكبيرة في درجة الحرارة لا تؤدي إلا إلى زيادة طفيفة في الضغط، لذلك لا يوجد توسع تبريدي ثابت للنواة.
يتفاعل رد الفعل السريع هذا بسرعة تصل إلى نحو 100 مليار مرة من إنتاج الطاقة الطبيعي للنجم (خلال ثوان) حتى ترتفع درجة الحرارة إلى درجة أن الضغط الحراري يصبح مهيمناً مرة أخرى، مما يؤدي إلى القضاء على التحلل. يمكن أن تتوسع النواة وتبرد بعد ذلك وسيستمر حرق الهيليوم بشكل مستقر.
يستمر النجم ذو الكتلة الأكبر من (2.25 M☉) في حرق الهيليوم دون أن يتحول جوهره، وبالتالي لا يظهر هذا النوع من وميض الهيليوم. في النجم منخفض الكتلة جداً (أقل من 0.5 M☉) لا تكون النواة حارة بما فيه الكفاية لإشعال الهيليوم. ستبقى نواة الهيليوم في تدهور مستمر، لتصبح أخيراً قزماً أبيض من الهيليوم.
لا يمكن ملاحظة وميض الهيليوم مباشرةً على السطح بواسطة الإشعاع الكهرومغناطيسي. يحدث الوميض في العمق داخل النجم، وسيكون التأثير الصافي هو أن كل الطاقة المنبعثة تمتصها النواة، تاركة الحالة المتدهورة تصبح غير متجددة. أشارت الحسابات السابقة إلى أن فقدان الكتلة غير المنفصلة قد تكون ممكنة في بعض الحالات، ولكن النمذجة اللاحقة للنجوم التي تأخذ فقدان الطاقة النيوتروني في الاعتبار لا تشير إلى فقدان هذه الكتلة.

## الأقزام البيضاء الثنائية
عندما يتراكم غاز الهيدروجين على قزم أبيض من نجم مرافق ثنائي، يمكن للهيدروجين أن يندمج لتشكيل الهيليوم لمجموعة ضيقة من معدلات التراكم، لكن معظم الأنظمة الأنظمة تطور طبقة من الهيدروجين فوق الجزء الداخلي للقزم الأبيض. يمكن أن يتراكم هذا الهيدروجين ليتشكل صدفة بالقرب من سطح النجم. عندما تصبح كتلة الهيدروجين كبيرة بما فيه الكفاية، فإن الاندماج الجامح يسبب استعار. في عدد قليل من الأنظمة الثنائية التي ينهار فيها الهيدروجين على السطح، يمكن لكتلة الهيليوم المتراكمة أن تحترق في ومضة الهيليوم غير المستقرة. في بعض النظم الثنائية، قد يكون النجم المرافق قد فقد معظم هيدروجينه وتبرع بمواد غنية بالهيليوم للنجم المضغوط. يمكن أن نلاحظ أن الهبات المماثلة تحدث في النجوم النيوترونية.

## قشرة وميض الهيليوم
قشرة ومضات الهيليوم مماثلة إلى حد كبير لما سبق إلى أنها أقل عنفاً ومشتعلة الهيليوم وتحدث في غياب المواد المتحللة. تحدث بشكل دوري في النجوم العملاقة المقاربة خارج النواة. هذا متأخر قليلاً في حياة النجم في مرحلته العملاقة. يقوم النجم بحرق معظم الهيليوم المتوفر في النواة والتي تتكون في هذه المرحلة من الكربون والأوكسجين. يستمر انصهار الهيليوم في القشرة الرقيقة حول النواة ولكنه ينطفئ بعد نفاذ الهيليوم. بعد تراكم الهيليوم الإضافي يتم إعادة اندماج الهيليوم، مما يؤدي إلى نبض حراري يؤدي في النهاية إلى تمدد النجم وسطوعه مؤقتاً (يتم تأجيل النبض اللامع لأنه يستغرق عدداً من السنوات حتى تصل الطاقة الناتجة عن اندماج الهيليوم المعاد تشغيله إلى السطح). قد يستمر هذا النبض بضع مئات من السنين، ويعتقد أنها تحدث بشكل دوري كل 10.000 إلى 100.000 سنة. بعد الوميض، يستمر انصهار الهيليوم بمعدل تدهور كبير لنحو 40% من دورة حياته مع استهلاك قشرة الهيليوم. قد تتسبب النبضات الحرارية في تساقط قذائف الغاز والغبار المحيطة بالنجوم.

## في الخيال
في رواية الخيال العلمي «الأرض المتجولة» التي كتبها ليو سي شين في عام 2000، فإن تنبؤ وميض الهيليوم هو ما يدفع الأرض للهروب من النظام الشمسي.